# Jesse Plemons
Jesse Lon Plemons (sinh ngày 2 tháng 4 năm 1988) là một diễn viên người Mỹ. Anh được biết đến với các vai Landry Clarke trong sê-ri Friday Night Lights (đài NBC), Todd Alquist trong Breaking Bad (đài AMC) và Ed Blumquist trong mùa thứ hai của phim Fargo (đài FX). Jesse cũng góp mặt trong một số phim điện ảnh như Like Mike (2002), Observe and Report (2009), Chiến hạm (2012) hay The Master (2012).
| Năm  | Tên phim             | Vai diễn               | Ghi chú |
| ---- | -------------------- | ---------------------- | ------- |
| 2012 | Chiến hạm            | Jimmy Ord              |         |
| 2021 | The Power of the Dog | George Burbank         |         |
| 2024 | Ngày tàn của đế quốc | Một người lính vô danh |         |